# Rete tranviaria di Łódź
La rete tranviaria di Łódź è la rete tranviaria che serve la città polacca di Łódź. Composta da diciassette linee, è gestita da MPK Łódź.